# Bora Đorđević
Borisav Đorđević (Čačak, 1. studenoga 1952. – Ljubljana, 4. rujna 2024.) bio je srbijanski pjevač i kantautor. Osnivač je i glavni vokal sastava Riblja čorba. Srpski je nacionalist i poklonik četničkoga pokreta. Tijekom 1990-ih bio je veliki kritičar politike Slobodana Miloševića.

## Životopis
Đorđević je glazbenu karijeru 1970-ih godina započeo svirajući je po grupama Beograda i Čačka, u grupama Zajedno, Suncokreti i Rani mraz s Đorđem Balaševićem. Nakon kratkih mjeseci u tim grupama, 15. kolovoza 1978. pristupio je sastavu SOS (Rajko Kojić gitara, Miroslav Aleksić bas, i Miroslav Milatović bubnjevi i udaraljke). Time je nastao sastav Riblja čorba. Sastav je postao popularan diljem Jugoslavije. Napisao je nekoliko tekstova za Zdravka Čolića, Nedu Ukraden i Željka Bebeka.
Popularnost grupe se također počela manifestirati u Borinom alkoholizmu, što je, zajedno s provokativnim društveno-orijentiranim pjesmama, prouzrokovalo da on postane jedan od najkontroverznijih glazbenika u Jugoslaviji. Po izdanju albuma Koza nostra, 1990. godine, bio je optužen za vrijeđanje radničke klase Jugoslavije; optužbe su odbačene.
Pred početak raspada Jugoslavije, o Slobodanu Miloševiću je mislio sve najbolje: 
Na početku ratova u Jugoslaviji, Đorđević je bio pristalica vojnika u Republici Srpskoj i Republici Srpskoj Krajini. Razvojem ratnih događanja, postaje veliki protivnik vlasti Slobodana Miloševića; taj svoj stav je izrazio albumom Njihovi dani koji je objavljen 1996. godine u Banjoj Luci. Album je objavio pod svojim imenom, bez etikete Riblja čorba. U kasnijim intervjuima, Đorđević je govorio da su zbog pjesme Baba Jula Miloševići naručili njegovo ubojstvo.
Bio je član Gradskoga odbora DSS-a u Beogradu. Nakon promjena vlasti u Republici Srbiji, postao je savjetnik ministra kulture 2004., ali je taj položaj prisiljen napustiti već sljedeće godine nakon što je novinare televizije B92 javno nazvao »izdajničkom stokom«.
Godine 2012. godine je postao četnički vojvoda.
Preminuo je 4. rujna 2024. u 72. godini života. Posljednje dane života proveo je u bolnici u Ljubljani zbog jake upale pluća.

## Diskografija

### Solo albumi
- 1987. Arsen & Bora Čorba Unplugged '87
- 1988. Bora priča gluposti (Helidon)
- 1996. Njihovi dani (SIM Radio Bijeljina)

### Zajedno

#### Singlovi
- 1974. Vizija" / "Goro moja (PGP RTB)

### Suncokret

#### Singlovi
- 1975. Kara Mustafa / Moje bube (ZKP RTLJ)
- 1976. Gde ćeš biti, lepa Kejo / Pusto more, pusti vali (ZKP RTLJ)
- 1976. Rock 'n' Roll duku duku / Gili gili blues (Diskos)
- 1976. Oj, nevene / Tekla voda (ZKP RTLJ)

#### Albumi
- 1977. Moje bube

### Rani mraz

#### Singlovi
- 1978. Računajte na nas / Strašan žulj (PGP RTB)
- 1978. Oprosti mi Katrin / Život je more (PGP RTB)

### Riblja čorba

#### Singlovi
- 1978. Lutka sa naslovne strane / On i njegov BMW (PGP RTB)
- 1979. Rock'n'roll za kućni savet / Valentino iz restorana (PGP RTB)
- 1980. Nazad u veliki prljavi grad / Mirno spavaj (PGP RTB)
- 1984. Priča o Žiki Živcu / Kad hodaš (Jugoton)
- 1987. Nesrećnice nije te sramota / Zašto kuče arlauče (PGP RTB)
- 1987. Zadnji voz za Čačak / Lud sto posto (PGP RTB)
- 2012. Uzbuna / Užasno mi nedostaje (Fidbox)

#### Albumi
- 1979. Kost u grlu (PGP RTB)
- 1981. Pokvarena mašta i prljave strasti (PGP RTB)
- 1981. Mrtva priroda (PGP RTB)
- 1982. Buvlja pijaca (PGP RTB)
- 1982. U ime naroda (PGP RTB)
- 1984. Večeras vas zabavljaju muzičari koji piju (Jugoton)
- 1985. Istina (PGP RTB)
- 1986. Osmi nervni slom (PGP RTB)
- 1987. Ujed za dušu (PGP RTB)
- 1988. Priča o ljubavi obično ugnjavi (PGP RTB)
- 1988. Riblja Čorba 10 (PGP RTB)
- 1990. Koza nostra (PGP RTB)
- 1992. Labudova pesma (Samy)
- 1993. Zbogom Srbijo (WIT)
- 1995. Nema laži, nema prevare - Zagreb uživo `85 (Biveco)
- 1996. Od Vardara pa do Triglava
- 1996. Ostalo je ćutanje (WIT)
- 1997. Beograd, uživo `97 – 1 i Beograd, uživo `97 – 2 (Hi Fi Centar)
- 1997. Treći srpski ustanak (Čorba Records)
- 1999. Nojeva barka (Hi-Fi Centar)
- 2001. Pišanje uz vetar (Hi-Fi Centar)
- 2003. Ovde (Hi-Fi Centar)
- 2005. Trilogija 1: Nevinost bez zaštite (M-Factory)
- 2006. Trilogija 2: Devičanska ostrva (M-Factory)
- 2006. Trilogija 3: Ambasadori loše volje (M-Factory)
- 2008. Gladijatori u BG Areni (City Records)
- 2008. Trilogija (City Records)